# Siegbert Tarrasch
Siegbert Tarrasch (Breslávia, 5 de março de 1862 — Munique, 17 de fevereiro de 1934) foi um dos mais fortes enxadristas do fim do século XIX e início do século XX, chegou a ser um dos quatro melhores do mundo. Médico judeu e patriota alemão, perdeu o filho na Primeira Guerra Mundial. Por conta de sua longevidade, não escapou ao sofrimento das perseguições nazistas.
Tarrasch era um dos quatro melhores jogadores do mundo (junto com Wilhelm Steinitz, Emanuel Lasker e Chigorin) por quase 20 anos até ele perder um título para Lasker em 1908. Ele ocupa uma única posição na literatura enxadrística e hoje é lembrado principalmente como um grande professor de xadrez. Sua palavra era lei. Unindo teorias de Morphy e Steinitz, ele pregou o valor da mobilidade e desenvolvimento rápido, pioneiro do ataque que pacientemente acumulava pequenas vantagens até ele somar para uma grande pancada. Ele protegeu a Variante das Defesas Abertas da Ruy Lopez e da Francesa e a Defesa Tarrasch onde ele acreditava que a mobilidade das peças pretas resolveriam seu peão isolado da dama.

## Principais resultados em torneios
| Data | Local                | Colocação | Observações                                                                               |
| ---- | -------------------- | --------- | ----------------------------------------------------------------------------------------- |
| 1895 | Hastings 1895        | 4         | Vencido por Harry Pillsbury, com Mikhail Chigorin em segundo, Emanuel Lasker em terceiro. |
| 1896 | Nuremberga 1896      | 4         | Vencido por Emanuel Lasker, com Geza Maroczy em segundo e Harry Pillsbury em terceiro.    |
| 1905 | Oostende 1905        | 3         | Vencido por Geza Maroczy, com Dawid Janowski em segundo e Carl Schlechter em quarto.      |
| 1907 | Oostende 1907        | 1         | Com Carl Schlechter em segundo e Dawid Janowski em terceiro.                              |
| 1914 | São Petersburgo 1914 | 4         | No torneio final, vencido por Lasker, com Capablanca em segundo e Alekhine em terceiro.   |
| 1918 | Berlim 1918          | 4         | Vencido por Emanuel Lasker, com participação de Akiba Rubinstein e Carl Schlechter.       |